# Daniel Kajmakoski
Daniel Kajmakoski (mac. Даниел Кајмакоски; ur. 17 października 1983 w Strudze) – macedoński piosenkarz.
Zwycięzca pierwszej edycji programu ''X Factor Adria (2014). Laureat krajowego festiwalu Skopje Fest (2015). Reprezentant Macedonii w 60. Konkursie Piosenki Eurowizji (2015).

## Młodość
Urodził się w Strudze, leżącej w południowej części dzisiejszej Macedonii Północnej. W wieku siedmiu lat przeprowadził się z rodzicami oraz dwoma braćmi – Daliborem i Filipem – do Wiednia.
Mając 17 lat, zaczął uczestniczyć w konkursach i przedstawieniach muzycznych. W 2009 wystąpił na macedońskim festiwalu Ohrid Fest, podczas którego zaprezentował autorski utwór „Nezhna ko princeza”. W tym czasie wziął udział także w bułgarskim programie Pej S'men, później wrócił do Wiednia, gdzie znalazł pracę.

## Kariera muzyczna
W 2011 napisał utwór „Ne se vrajkas” dla Karoliny Goczewej. W 2013 wziął udział w przesłuchaniach do pierwszej edycji programu X Factor Adria. Podczas pierwszego etapu zaśpiewał utwór „Red” z repertuaru Daniela Merriweathera, dzięki któremu zakwalifikował się do następnych rund. Ostatecznie dostał się do finału konkursu, w którym zwyciężył, zdobywając największe poparcie telewidzów. Po zakończeniu programu wydał pierwszy singiel „Skopje-Beograd”, który nagrał w duecie z jednym z jurorów programu, Željko Joksimoviciem.

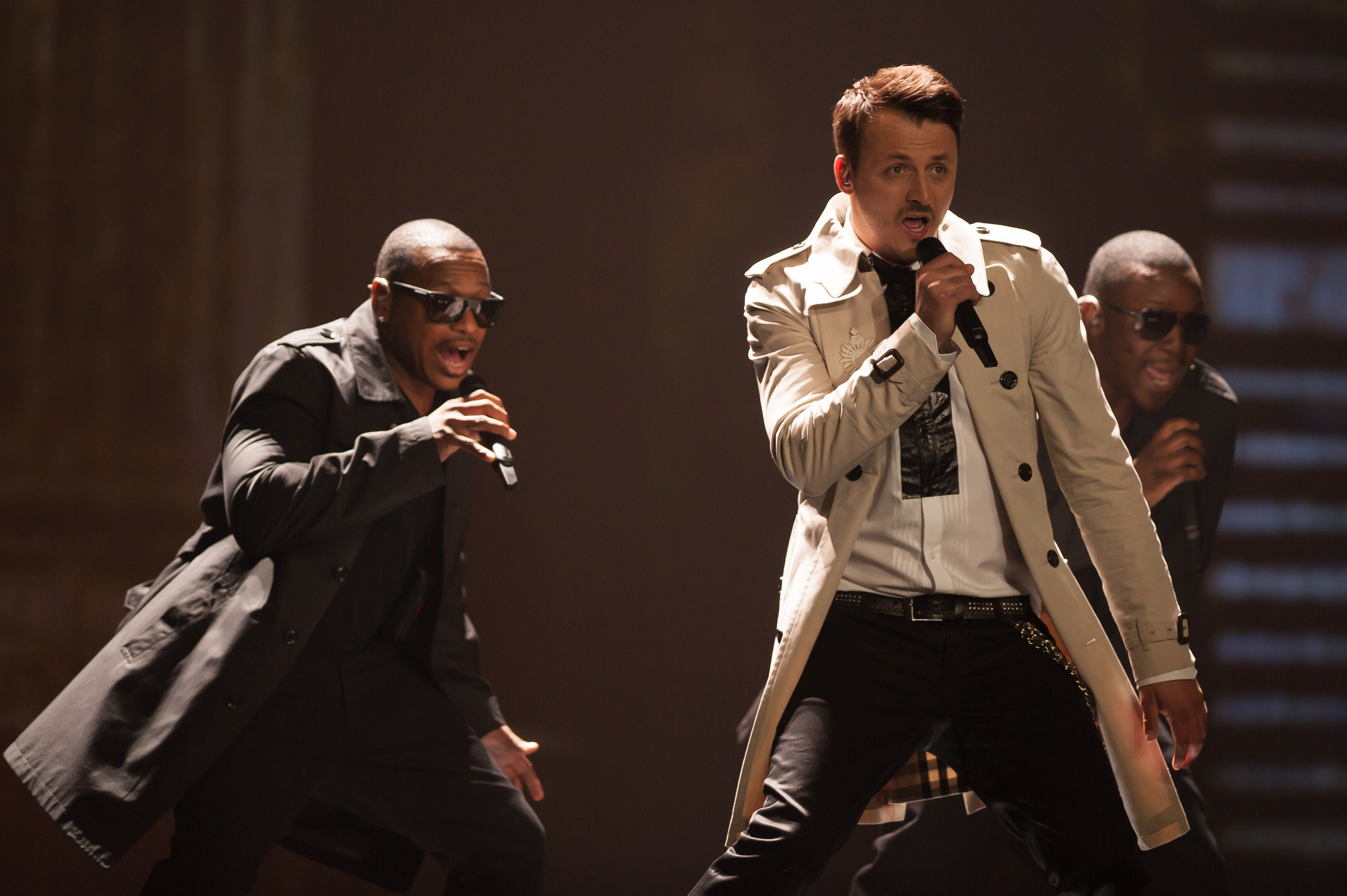
Daniel Kajmakoski podczas prób do występu w 60. Konkursie Piosenki Eurowizji w 2015

We wrześniu 2014 został ogłoszony jednym z 20 finalistów krajowego festiwalu Skopje Fest, do którego zgłosił się z utworem „Lisja esenski”. 12 listopada wystąpił w finale widowiska, podczas którego zdobył największą liczbę 22 punktów od telewidzów i komisji jurorskiej, dzięki czemu ostatecznie wygrał, zostając tym samym reprezentantem Macedonii podczas 60. Konkursu Piosenki Eurowizji w 2015. W grudniu wziął udział (jako reprezentant Macedonii) w nagraniu oficjalnego hymnu Mistrzostw Świata w Piłce Ręcznej Mężczyzn – „Live It”, który powstał we współpracy 23 artystów reprezentujących 23 kraje biorące udział w rozgrywkach. W tym samym czasie premierę miał jego nowy singiel „Za mig”, który nagrał w duecie z Tamarą Todewską. 19 maja 2015 wystąpił w pierwszym półfinale 60. Konkursu Piosenki Eurowizji z anglojęzyczną wersją utworu „Lisja esenski”, „Autumn Leaves”, z którą zajął 15. miejsce i nie awansował do finału.
W 2016 został zwycięzcą trzeciej edycji programu Tvoje lice zvuči poznato.